# SAS.Планета
SAS.Планета — вільне програмне забезпечення російського виробництва для навігації, що поєднує в собі можливість завантаження, перегляду та аналізу карт і супутникових фотографій земної поверхні великої кількості картографічних online-сервісів.
Програма розповсюджується на умовах GNU General Public License.

## Основні можливості
SAS.Планета надає єдиний інтерфейс завантаження і обробки картографічного матеріалу, що допомагає розв'язати такі проблеми:
- Незважаючи на наявність у мережі безлічі географічних сервісів, що надають можливість перегляду картографічного матеріалу, всі вони різняться якістю і форматами матеріалів, що надаються (за такими параметрами як масштаб карт, охоплення територій, відображувані об'єкти тощо), що ускладнює пошук потрібної карти.

- Обмеження доступу до більшості таких сервісів, коли користувач має можливість перегляду карти тільки в браузері, часто витрачаючи зайвий трафік на завантаження одних і тих же областей.

- Неможливість або важкість для користувача окремих географічних сервісів зберегти необхідну йому ділянку карти для того щоб використовувати її у своїх потребах (наприклад, в програмах для навігації).

## Підтримувані географічні сервіси
У базовій версії присутні такі карти.

### Земля
| Сервіс        | Тип          |
| ------------- | ------------ |
| Карти Google  | Супутник     |
| Карти Google  | Карта        |
| Карти Google  | Ландшафт     |
| Карти Google  | Гібрид       |
| Космоснимки   | Супутник     |
| Космоснимки   | Карта        |
| Яндекс.Карти  | Супутник     |
| Яндекс.Карти  | Карта        |
| Яндекс.Карти  | Гібрид       |
| Карти Bing    | Супутник     |
| Карти Bing    | Карта        |
| Карти Yahoo!  | Супутник     |
| Карти Yahoo!  | Карта        |
| Карти Yahoo!  | Гібрид       |
| SPOT 5        | Супутник     |
| Gurtam        | Карта        |
| WikiMapia     | Карта        |
| WikiMapia     | Гібрид       |
| eAtlas        | Карта        |
| Ingit         | Карта        |
| Navitel       | Карта        |
| Карти@Mail.Ru | Супутник     |
| Карти@Mail.Ru | Карта        |
| Pro-gorod.ru  | Карта        |
| NASA          | Супутник     |
| NASA          | Відображення |
| NASA          | Хмарність    |
| Maps-for-free | Рельєф       |
| Multi-map     | Карта        |
| Open-Layers   | Карта        |

## Додаткові можливості
Кожна нова версія програми SAS.Планета має ряд нових можливостей та функцій:
- Вимірювання відстаней;
- Формування карти заповнення шару - ця функція дозволить переглядати чи завантажені в кеш певні області на карті;
- Збереження частини карти в одне зображення, яке можна переглянути і обробити в будь-якому графічному редакторі, а також використовувати в інших  ГІС-додатках, наприклад, в OziExplorer (для якого програма створить файл прив'язки);
- Збереження місць на карті;
- Карта огляду - позначає місце розташування того об'єкта, який в даний момент проглядається, а також дозволяє швидко перейти до будь-якого іншого місця на карті;
- Перегляд карти в повному екрані - зручно при невисокому дозволі екрану;
- Конвертація з одного шару всіх попередніх - ця опція дозволяє істотно скоротити інтернет трафік (наприклад, можна завантажити фото місцевості тільки в максимальному збільшенні, а всі інші масштаби сформувати на його основі);
- Відображення файлів KML;
- Завантаження і відображення об'єктів wikimapia;
- Пошук місць засобами інтернет служб Google і Яндекс;
- Додавання користувальницьких карт;
- Можливість використання GPS-приймача для навігації.
- Експорт карт в формат підтримуваний iPhone maps і Мобільні Яндекс.Карти.

## Відзнаки
2010 року рограма брала участь у конкурсі на відзнаку «Софт года — 2010».